# Aranycerkóf
Az aranycerkóf (Cercopithecus kandti) az emlősök (Mammalia) osztályának a főemlősök (Primates) rendjéhez, ezen belül a cerkóffélék (Cercopithecidae) családjához és a cerkófmajomformák (Cercopithecinae) alcsaládjához tartozó faj.
Egyes rendszerek szerint a fejdíszes cerkóf (Cercopithecus mitis) alfaja.

## Elterjedése
Uganda, Ruanda, a Kongói Demokratikus Köztársaság területén honos. Az ugandai Mgahinga Gorilla Nemzeti Parkban is élnek aranycerkófok, még a ruandai Virungában és Kahuzi-Biéga Nemzeti Parkban található meg.

## Megjelenése
A hátán a szőr aranyszínű, a végtagjai feketék és a farka eleje vöröses színű, a farok nagy része fekete.

## Életmódja
A csapat mérete 30 állat. Táplálékát levelek, gyümölcsök, rovarok képezik.

## Természetvédelmi állapota
Az élőhelyének pusztulása fenyegeti. Ezért az IUCN vörös listáján a veszélyeztetett kategóriában szerepel.

## Fordítás
- Ez a szócikk részben vagy egészben  a   Golden Monkey című angol Wikipédia-szócikk fordításán alapul.  Az eredeti cikk szerkesztőit annak laptörténete sorolja fel. Ez a jelzés csupán a megfogalmazás eredetét és a szerzői jogokat jelzi, nem szolgál a cikkben szereplő információk forrásmegjelöléseként.